# Bobby Heenan
Raymond Louis Heenan (* 1. November 1944 in Chicago; † 17. September 2017 in Largo, Florida) war ein US-amerikanischer Wrestling-Manager, Fernsehkommentator und Wrestler. Bekannt wurde er unter den Ringnamen Bobby „The Brain“ Heenan und Bobby „The Weasel“ Heenan. Als legendär gelten seine Rede-Duelle mit Gorilla Monsoon in den US-amerikanischen Wrestlingshows.
Während seiner aktiven Karriere war er hauptsächlich für AWA, World Championship Wrestling und die damalige World Wrestling Federation tätig. Heenan wurde 2004 von Blackjack Lanza in die WWE Hall of Fame eingeführt.

## Karriere

### Die Anfänge
Heenans Mutter besaß in Indianapolis einige Apartments. Einer ihrer Mieter war der regionale Wrestler Zack Melkof. Heenan selbst war schon immer vom Wrestling begeistert und betrieb mit einigen Freunden das sogenannte Backyard Wrestling, eine laienhafte Form Jugendlicher, die den Profis nacheifern. Als 12-Jähriger ließ sich Heenan von Melkof die ersten professionellen Griffe und Aktionen zeigen. Melkof brachte den jungen Heenan mit regionalen Wrestlingligen in Kontakt und so begann er noch 1956 für die Promotor als Verkäufer, Kofferträger und in der Ringcrew zu arbeiten.

### Die Zeit als aktiver Wrestler
Als 17-Jähriger gab er 1960 sein Debüt als Wrestler, als er maskiert unter dem Namen Avenger auftrat. Sein damaliger Gegner war der ehemalige Bodybuilder Calvin „Prinz“ Pullins. Da er jedoch noch minderjährig war und das Regelwerk des amerikanischen Dachverbands National Wrestling Alliance besagte, dass aktive Wrestler erst mit 21 Jahren antreten durften, gab es Probleme. Um eine Sonderregel aufzugreifen, die 18-Jährigen regional begrenzte Auftritte als Wrestler erlaubte, machte er sich ein Jahr älter, indem er 1943 als sein Geburtstag angab. Zum anderen verbarg er sein jugendlich wirkendes Gesicht unter einer Maske. Seine ersten Matches waren durch ihre blutigen Ausführungen geprägt, und Heenan trat in ihnen als Brawler an. Einige Zeit später bemerkte Heenan selbst, dass seine ringerischen Fähigkeiten begrenzt waren. Er entdeckte aber, dass seine Fähigkeiten am Mikrofon denen seiner Kollegen weit überlegen waren. So beschloss Heenan mit seinen Promotoren, sein Gimmick dahin zu ändern, dass er verstärkt als Manager eingesetzt wurde.
Ab 1965 trat Heenan unter dem Namen „Pretty Boy“ Bobby Heenan auf, nachdem er sich bei einer Show den Nacken gebrochen hatte. Sein neues Gimmick war das eines feigen Wrestlers und hinterhältigen Wrestling-Managers. Er rannte als Wrestler aus dem Ring oder versteckte sich hinter seinen Schützlingen, wenn es für den „Wrestler“ Bobby Heenan eng wurde. Zum anderen baute er in späterer Zeit als „Manager“ einige der bedeutendsten Wrestler und Stables auf, deren rednerische Mängel durch seine logischen und durchstrukturierten Promos wettgemacht wurden.

### Durchbruch als Manager in der AWA und NWA
Ende der 1960er Jahre verlangten die Promoter, die selbst diese Vorgabe von Fernsehsendern und Sponsoren bekamen, immer mehr Redetexte von den Wrestlern, da sich das Wrestlinggeschäft nun langsam auf Fernsehübertragungen verlagerte. Die monatlichen Live-Veranstaltungen wurden immer mehr in den Hintergrund gedrängt. Aus dem ursprünglichen, sportlastigen Wrestling wurde langsam Show Entertainment. So stellte man rednerisch schwachen Wrestlern lautstarke und wortgewandte Manager zur Seite, die deren Redepart auf ein Minimum reduzierten. Heenans Rolle fiel genau in diese Sparte und veränderte sich seitdem kaum. Er wurde nun landesweit als Manager von Wrestlern bekannt und trat in der Folge vor allem in der American Wrestling Association auf. Dort wurde er ab 1969 so etwas wie ein Aushängeschild der Liga, dass die Hallen zu füllen vermochte. Er betreute zunächst ein Tag Team, das von Nick Bockwinkel und Ray „The Crippler“ Stevens gebildet wurde und mehrfach die AWA Tag Team Titel erhielt. In diese Zeit fiel auch die Gründung der Gruppierung Heenan Family, die in erster Besetzung aus den Wrestlern Bockwinkel, Stevens, Bobby Duncum Sr. und Blackjack Lanza gebildet wurde.
1976 stand Bobby Heenan so zeitgleich dem AWA World Champion (Bockwinkel) und den AWA Tag Team Champions (Lanza und Duncum) zur Seite. In dieser Phase seiner Karriere erhielt „The Brain“ auch den Spottnamen „Weasel“, den ihm Dick The Bruiser gab und der von Face-Wrestlern und -Fans aufgenommen wurde.
Nach einem etwa halbjährigen Abstecher zu der NWA gehörenden Liga Georgia Championship Wrestling kehrte Heenan im Spätjahr 1979 zur AWA zurück, um seinem Schützling Nick Bockwinkel zu einem erneuten längeren Meisterschaftserfolg zu verhelfen. Einer der Gegner Bockwinkels war ein Newcomer namens Hulk Hogan. Ab 1982 wurde die WWF auf den rednerisch begabten Heenan aufmerksam, als dieser bei einem Match des amtierenden AWA-Champions Bockwinkel gegen Hogan einen verbotenen Gegenstand (engl. foreign object) in Form eines Schlagringes in den Ring schob, mit dem der Bockwinkel seinen Herausforderer verletzen sollte; dies war jedoch nicht Teil der Storyline. Allerdings gelang es Hogan, Bockwinkel den Schlagring zu entwenden und ihn damit niederzuschlagen. Hogan wurde zum neuen Champion erklärt, da dem Ringrichter der verbotene Gegenstand entgangen war. Auf Betreiben Heenans wurde Hogan der Titel jedoch wieder aberkannt, da sich der Schlagring noch in seinem Besitz befand.

### Die Zeit in der World Wrestling Federation
Heenan wurde schließlich als Bobby „The Brain“ Heenan von der damaligen World Wrestling Federation angestellt. Er debütierte dort am 26. November 1984, als er den Belgier Sal Bellomo besiegte. Nach dem Willen von Vince McMahon sollte Heenan den Wrestler Jesse „The Body“ Ventura managen. Nachdem aber Ventura seine aktive Karriere aufgrund von Blutgerinnseln in der Lunge beenden musste, übernahm Heenan Big John Studd als Schützling, welcher gegen André the Giant fehden sollte. Kurz darauf belebte man die Heenan Family wieder, welcher in ihrem über 20-jährigen Bestehen neben Studd auch Ken Patera, Paul Orndorff, King Kong Bundy, André the Giant sowie einige andere Wrestler angehörten. Heenan selbst lehnte den Begriff „Stable“ (dt. Stall) immer ab, mit der Begründung, dies sei etwas, in das man Pferde stelle.

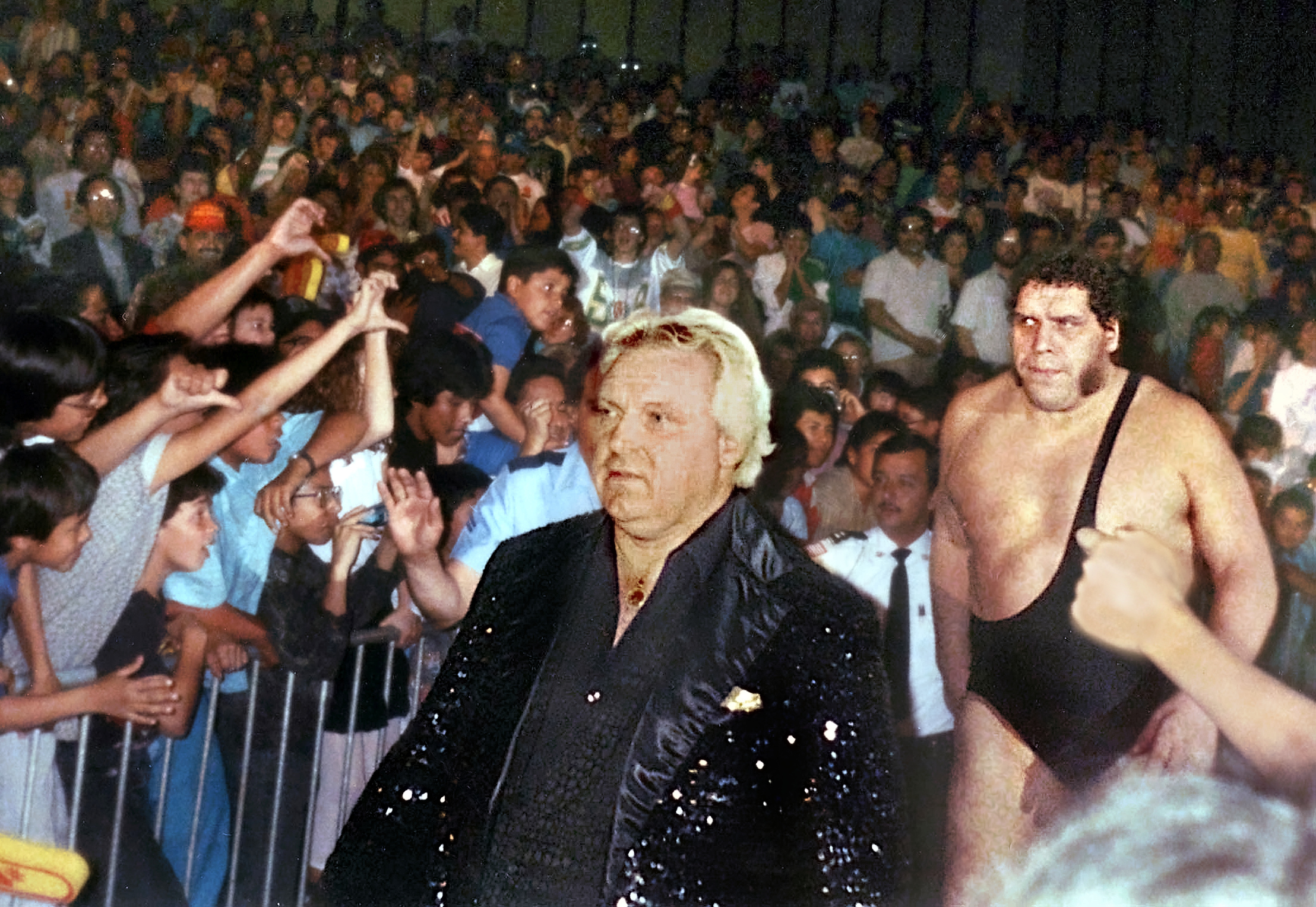
Heenan als Manager von André the Giant in der WWF

Heenan war einer der, wenn nicht sogar der meistgehasste Manager der WWF. Seine bekannteste Fehde hatte er, als er André the Giant herausforderte, gegen Studd in einer Body-Slam-Challenge um 15.000 USD anzutreten. Diese Herausforderung, welche bei der ersten WrestleMania stattfand, besagte zudem, dass André, sollte er verlieren, seine Karriere beenden müsse.
Die Heenan Family hatte während der 1980er Jahre eine aufsehenerregende Fehde gegen Wrestlinglegende Hulk Hogan. Zwei Mitglieder, King Kong Bundy (1986) und André the Giant (1987), traten bei WrestleMania jeweils gegen Hogan an, durften dessen Titel jedoch nicht gewinnen. Ein weiteres beachtetes Fehdenprogramm führte Heenan gegen den Ultimate Warrior. Man reinitiierte die Weasel Suit Matches, nach denen der Verlierer in ein Wieselkostüm steigen musste. Selbige kannte Heenan bereits aus der AWA, wo sie erstmals bestritten wurden.
Nachdem Heenan in seinen ersten fünf Jahren bei der WWF keinen Titelhalter managen konnte, worüber sich die Kommentatoren lustig machten, kam seine Stunde bei WrestleMania V 1989. „Ravishing“ Rick Rude konnte dem Warrior dessen Intercontinental-Championship-Titel abnehmen. Kurze Zeit später erhielten die Brain Busters die Tag-Team-Titel, womit Heenan nicht nur zwei Titelträger zur gleichen Zeit managte, sondern auch einen Rekord einstellte, den zwei Jahre zuvor Jimmy Hart aufgestellt hatte. Ein Jahr später hatte er diesen überboten, nachdem er in der Zwischenzeit nicht nur die Colossal Connection (Andre und Haku) zum Tag-Team-Titel, sondern auch Mr. Perfect zum Intercontinental-Titel führen durfte.
Ab 1991 war es „The Brain“, bedingt durch eine Nackenverletzung, nicht mehr möglich, während seiner Auftritte am Ring Schläge einzustecken. So trat er als Manager kürzer, um Kommentator zu werden. Als Ric Flair bei der WWF unterschrieb, lobte ihn Heenan – aufgrund Flairs Nicht-Antritts-Klausel mit der WCW – wochenlang als den „Real World Heavyweight Champion“ (dt.: wahrer Schwergewichtschampion), da dieser noch die NWA World Heavyweight Championship hielt. Obwohl er, laut geskripteter Handlung, selbst gerne Flairs Manager geworden wäre, begleite Heenans ehemaliger Schützling Mr. Perfect den „Nature Boy“. Beim Royal Rumble des Jahres 1993 stellte er, als „Revanche“ an Mr. Perfect, „The Narcissist“ Lex Luger in der Federation vor.

### Zeit als Kommentator

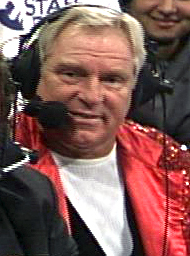
Heenan als Kommentator

1986 ersetzte Heenan Jesse Ventura als Kommentatorenpartner von Gorilla Monsoon. Dabei übernahm er das gleiche Profil, das er schon als Manager verkörpert hatte. Die in der Regel improvisierten Gespräche der beiden sorgten vielfach für Aufsehen und unterhaltende Momente. Heenan bezeichnete sich selbst als „Nachrichtenjournalist“ und begeisterte sich offen für die Bösewichte, die im Ring betrogen. Er bezeichnete die Guten, insbesondere Jobber, im Gegenzug als „Weicheier“. Ein Running Gag der beiden war, dass sich Heenan nahezu jedes Mal in einen Lobesrausch für einen Heel steigerte, bis Monsoon ihm mit einem „Will you stop!“ (dt.: Hör endlich auf!) Einhalt gebot.
Heenan, der immer noch unter der zehn Jahre zuvor zugezogenen Nackenverletzung litt, entschied sich Ende 1993, die WWF zu verlassen, da er die engen Zeitpläne dort nicht mehr schaffte. Er bekam eine passende On-Air-Verabschiedung bei der Monday-Night-Raw-Ausgabe vom 6. Dezember 1993. Gorilla Monsoon, Heenans ständiger (Kayfabe)-Fehltritte und Lästerungen „überdrüssig“, warf ihn und seine Habseligkeiten aus dem Westchester County Center auf die Straßen New Yorks. Heenans Aussage nach, war dies eine gemeinsame Idee von ihm und Monsoon. Später hätten er und Monsoon sich im Hotel umarmt und stundenlang geweint. In einem späteren Interview äußerte Heenan, er habe sich dazu entschieden, dass Monsoon ihn herauswerfe, da es passend schien. Außerdem stichelte er in Richtung Monsoon, er habe die Bananen, die dieser ihm als Abschiedsgeschenk überreicht hatte, gegessen.
Ursprünglich wollte Bobby Heenan zu dieser Zeit das Wrestlinggeschäft aufgeben, entspannen und sich um seine Familie kümmern. Doch wurde er nicht lange nach seinem Abschied aus der WWF von der WCW kontaktiert. Erst zögerte er, doch als er erfuhr, dass diese bessere Arbeitszeiten und eine Krankenversicherung hatte, sagte er zu. Außerdem ging seine Tochter in Alabama zur Schule, und da die Zentrale der WCW in Atlanta lag, bedeutete dies nur einige Stunden Fahrt.

### Die Zeit bei World Championship Wrestling
1994 wechselte Heenan als Vollzeitkommentator zur WCW, wo er sein Gimmick des Fieslings weiterführte. Eingesetzt wurde er in den Hauptshows der Liga, Monday Nitro und Thunder, sowie den Clash of the Champions Specials und vielen Pay-per-Views. Heenans Zeit bei der WCW war sehr unglücklich. Er selbst beschreibt den Unterschied zwischen den Arbeitsverhältnissen bei WCW und WWF „wie Nacht und Tag“, unter anderem wegen seiner Meinungsverschiedenheiten mit Eric Bischoff und Tony Schiavone.
1995 musste er sich einer Nackenoperation unterziehen und kehrte zum Great American Bash 1996 zurück, um Ric Flair und Arn Anderson zu einem Sieg über Steve McMichael und Kevin Greene zu verhelfen und McMichael in deren Team zu locken.
Ab Ende Januar 2000 wurde Heenan bei Nitro und den Pay-per-Views durch Mark Madden ersetzt, im April ergänzte Tony Schiavone ihn und Mike Tenay bei Thunder. Dort wurde Heenan im August 2000 von Stevie Ray abgelöst. Seinen letzten Einsatz für die WCW hatte er dann bei World Wide, bevor er im November entlassen wurde.

#### Der „Pillman-Vorfall“
Beim Clash of the Champions, der am 23. Januar 1996 live bei TBS ausgestrahlt wurde, schrie Heenan laut „What the f*** are you doing?“ (dt. „Was zur Hölle tust du?“), als ihn Brian Pillman in dessen damaliger Rolle der „Loose Cannon“ beim Genick griff, welches erst kurz vorher operiert worden war. Noch am selben Abend entschuldigte sich Heenan beim Publikum für seine unüberhörbare, vulgäre Wortwahl. Pillman entschuldigte sich später bei Heenan und gab an, dass er nichts von der Operation und Heenans „Nicht Anfassen“-Status aufgrund seiner Verletzung gewusst habe.
Heenan erklärte in einem späteren Interview, er habe nicht gewusst, dass es Pillman war, der nach ihm griff, da er sich auf dessen Gegner im Ring, Eddie Guerrero, konzentriert habe. Er sagte des Weiteren, er habe nicht geahnt, dass Pillman hinter ihm stand und wäre der Meinung gewesen, ein Fan habe die Barriere übersprungen und ihn dann angegriffen. Bei späteren Veröffentlichungen wurde der Satz Heenans ausgeblendet, ist aber auf einer DVD über Pillmans Karriere aus dem Jahr 2006 zu hören.

### Die Zeit nach der WCW
Heenan trat auch nach seiner Entlassung durch die WCW sporadisch auf, so bei der Gimmick-Battle Royal während der WrestleMania X-Seven oder bei kleineren Veranstaltern. So agierte er 2001 als „Sports Agent“ in der X Wrestling Federation unter Curt Hennig.
2002 und 2004 veröffentlichte er Autobiografien über seine Karriere, zuerst Bobby The Brain: Wrestling's Bad Boy Tells All, dann Chair Shots and Other Obstacles: Winning Life's Wrestling Matches, welches eine Einleitung von Ric Flair enthält. Bei beiden Büchern fungierte Steve Anderson als Co-Autor.
Als er kurz vor der WrestleMania des Jahres 2004 in die WWE Hall of Fame aufgenommen wurde, zollte er in seiner Dankesrede seinem langjährigen Kommentatorenpartner Tribut, als er unter Tränen sagte: „I wish Monsoon were here.“ (dt. „Ich wünschte, Monsoon wäre hier.“). Monsoon war zu der Zeit bereits verstorben.
Heenan selbst führte zudem vier ehemalige Wrestler in die Hall of Fame ein: Paul Orndorff (2005), Blackjack Mulligan und Blackjack Lanza (2006) und Nick Bockwinkel (2007).
Einen erneuten WrestleMania-Auftritt hatte Heenan bei deren zwanzigstem Jubiläum. Jonathan Coachman war hinter der Bühne auf der „Suche“ nach The Undertaker, als er Lärm hörte und schließlich die bereits älteren Wrestlerinnen Mae Young und Fabulous Moolah antraf. Nur Augenblicke davor liefen ihm Heenan und „Mean“ Gene Okerlund über den Weg – beide mit halb herunterhängenden Hemden und insgesamt derangiert. Coachman vermutete, die Vier seien irgendwelchen Sexspielen nachgegangen.
Für die 2005 erschienene DVD The Self-Destruction of the Ultimate Warrior gab Bobby Heenan ein Interview.
Heenan hatte außerdem Kurzauftritte bei Ring of Honor und TNA.
2009 erhielt Heenan einen Preis für sein Lebenswerk vom Pro Wrestling Report bei der jährlichen Veranstaltung Blizzard Brawl. Im selben Jahr wurde in Milwaukee der 5. Dezember durch Bürgermeister Tom Barrett zum „Bobby-Heenan-Tag“ erklärt.
Am 28. Dezember 2010 brachte die WWE eine Doppel-DVD über Bobby Heenans Karriere heraus.

## Privatleben
Bobby Heenan war seit 1966 mit seiner Frau Cynthia Jean verheiratet, 1978 wurde ihre Tochter geboren. Diese machte ihn durch die Geburt ihres Sohnes 2008 zum Großvater.
Trotz ihrer oft heftigen Auseinandersetzungen vor der Kamera, war Heenan privat mit Gorilla Monsoon befreundet. Als dieser am 6. Oktober 1999 starb, bestand Heenan, der damals für die WCW arbeitete, darauf, Monsoons Tod zu verkünden, obwohl dieser niemals bei der WCW war. Am 11. Oktober gaben Bobby Heenan und Tony Schiavone den Tod von Gorilla Monsoon bei Monday Nitro bekannt, wobei Heenan ihn noch verabschiedete, bevor er unter Tränen das Kommentatorenpult verließ. Weitere Freundschaften verbanden ihn mit Gene Okerlund und Hulk Hogan.

### Kampf gegen den Kehlkopfkrebs
Im Januar 2002 gab Heenan auf seiner Website bekannt, dass er an Kehlkopfkrebs erkrankt sei.

“I just want to let all the wonderful ‘humanoids’ out there know how grateful I am for the good wishes… Yes, I do have throat cancer, but I plan on beating this too. If the late, great Gorilla Monsoon couldn’t shut me up, cancer isn’t going to either…”

„Ich wollte nur all die wunderbaren Humanoiden da draußen wissen lassen, wie dankbar ich ihnen für ihre guten Wünsche bin… Ja, ich habe Kehlkopfkrebs, aber ich habe vor, auch diesen zu besiegen. Wenn mich schon der verstorbene, großartige Gorilla Monsoon nicht zum Schweigen bringen konnte, wird es der Krebs auch nicht schaffen…“

Danach hat sich Heenan weitestgehend von der Krebserkrankung erholt, jedoch einiges an Gewicht verloren. Außerdem veränderte sich seine Stimme sehr stark, sie war nun wesentlich weicher und höher als früher.
Im Dezember 2007 unterzog er sich einer zweiten rekonstruktiven Kieferoperation, nachdem die erste nicht erfolgreich verlaufen war. Danach wurde er in ein künstliches Koma versetzt, aus dem er nur langsam wieder geholt wurde. Ende Januar 2008 war er vollständig erwacht. Da er nicht sprechen konnte, kommunizierte er mit seinen Augen.
Heenan erwarteten noch weitere Operationen am Kinn; diese waren jedoch kosmetischer Natur, die Wiederherstellung des Kiefers war bereits abgeschlossen.
Im Oktober 2008 konnte er bereits wieder kurze Sätze sprechen und im Februar 2009 wurde berichtet, er lerne noch, wieder richtig sprechen zu können, sei aber aus dem Krankenhaus entlassen worden.
Einen Tag vor WrestleMania XXV begleitete Heenan seinen Freund Gene Okerlund zur WWE Hall of Fame Zeremonie.
Am 11. Dezember 2009 wurde er in ein Krankenhaus eingeliefert, nachdem eine Infektion am Kiefer diagnostiziert worden war; diese war jedoch sehr bald behoben.
Heenan starb am 17. September 2017 im Beisein seiner Familie.

## Veröffentlichungen
- Bobby Heenan, Steve Anderson: Bobby The Brain: Wrestling’s Bad Boy Tells All. Triumph Books, 2002, ISBN 1-57243-465-1.
- Bobby Heenan, Steve Anderson: Chair Shots and Other Obstacles: Winning Life's Wrestling Matches. Sports Publishing, 2004, ISBN 1-58261-762-7.